# Ptychadena schillukorum
Espèce
Synonymes
- Rana schillukorum Werner, 1908 "1907"
- Rana floweri Boulenger, 1917
- Ptychadena floweri (Boulenger, 1917)
- Rana barbouri Loveridge, 1925
- Abrana cotti Parker, 1931 "1930"
- Ptychadena cotti (Parker, 1931)
- Ptychadena frontalis Laurent, 1954

Statut de conservation UICN

 LC  : Préoccupation mineure
Ptychadena schillukorum est une espèce d'amphibiens de la famille des Ptychadenidae.

## Répartition
Cette espèce est endémique du centre de l'Afrique. Elle se rencontre en Angola, au Bénin, au Burkina Faso, au Cameroun, en Égypte, en Érythrée, en Éthiopie, au Ghana, au Kenya, au Malawi, au Mozambique, en République démocratique du Congo, au Sénégal, en Somalie, au Soudan, au Soudan du Sud et en Tanzanie,.

## Description
Ptychadena schillukorum mesure de 43 à 49 mm. Les mâles présentent une paire de sacs vocaux.

## Étymologie
Cette espèce est nommée en l'honneur des Shilluk.

## Publications originales
- Boulenger, 1917 : Descriptions of new frogs of the genus Rana. Annals and Magazine of Natural History, sér. 8, vol. 20, p. 413-418 (texte intégral).
- Loveridge, 1925 : Notes on East African batrachians, collected 1920-1923, with the description of four new species. Proceedings of the Zoological Society of London, vol. 1925, p. 763-791.
- Parker, 1931 "1930" : A collection of frogs from Portuguese East Africa. Proceedings of the Zoological Society of London, vol. 1930, p. 897-905.
- Schmidt & Inger, 1959 : Amphibians exclusive of the genera Afrixalus and Hyperolius. Exploration du Parc National de l'Upemba. Mission G.F. de Witte, Institut des Parcs Nationaux du Congo Belge, vol. 56, p. 1-264.
- Werner, 1908 "1907" : Ergebnisse der mit Subvention aus der Erbschaft Treitl unternommenen zoologischen Forschungsreise Dr. Franz Werners nach dem agyptischen Sudan und Nord-Uganda. XII. Die Reptilien und Amphibien. Sitzungsberichte der Kaiserlichen Akademie der Wissenschaften, Mathematisch-Naturwissenschaftliche, vol. 116, p. 1823-1926.